# Гасан-шах
Гасан-шах (д/н — 19 квітня 1484) — 10-й султан Кашміру в 1472—1484 роках.

## Життєпис
Походив з династії Сваті (Шах-Міри). Син Хаджі Хана, спадкомєця трону, і Гул-хатун. Перша згадка відноситься до 1461 року, коли спробував протидіяти стрийкові Адам Хану, що вдерся до Кашміру, втім зазнав поразки.
1470 року після сходження батька на трон отримав джаґір Камрадж і титул спадкоємця трону. В наступні півроку приборкав васальних князів, що перед тим стали напівнезалежними. В цей час оженився на доньці Джай Сінгха, раджи Раджаурі.
1472 року після смерті батька права на трон висунув стрийком Бахрам Хан, але Гасана підтримав візир Ахмад Айту. В Сікандарпурі Гасана було оголошено новим султаном. Бахрам втік до Делійського султанату. Втім невдовзі повернувся до Кашміру, де захопив Камрадж. Після деяких сумнів під впливом візира Ахмада Айту султан відправив проти претендента своє військо на чолі із Тазібатом. У битві біля Дуліпура Бахрам зазнав поразки, втік до Зайнагіра, де потрапив у полон. За наказом Гасан-шаха того було осліплено, а через 3 роки Бахрам Хан помер.
Поступово серед його сановників почалися інтриги через посилення впливу Абхіман'ю і МалікЗади, яким протистояв візир Ахмад Айту з сином амір-і-даром (на кшталт канцлера) Наврузом Багадур-Мульком. В цій боротьбі переміг візир, а його суперників було осліплено та запроторено за грати. Невдовзі Ахмад Айтуна набув ще більшої політичної ваги, чим викликав невдоволення військовика Тазібата. Візир запропонував султанові підкорити «автономні» князівства Джамму, Раджаурі та їх сусідів, відправивши Тазібата. Той впорався із завданням, а потім в Сіялкоті почав таємні перемовини з делійським султаном Бахлул Ханом. Той відправив Татар Хана, свого намісника в Пенджабі, проти кашмірського султана. Втім Гасан-шах відбив напад, а потім покарав Тазібата. Фактичну владу в державі перебрав Ахмад Айту.
1482 року внаслідок заколоту Джахангіра Магре, командувача військами, візира Ахмада було схоплено. Приводом цьому стала інтрига останнього на користь шахзаде Юсуфа. Колишнього візира та його синів було заґратовано, а їх майно конфісковано.
1483 року, коли Лхачен Бгаґвн, г'ялпо Ладакху, скинув владу Кашміру, проти нього султан відправив військо на чолі із Джахангіром Магре. Проте той зазнав невдачі. Втім того ж року вдалося приборкати бунтівний Балтистан.
Незадовго до смерті планував передати владу небожеві Фатіху, але під впливом дружини залишив трон синові Мухаммаду. Помер 1484 року від алкоголізму та ослаблення організму постійними нападами діареї.

## Культурна діяльність
Був доволі освіченим, активно підтримував медресе. Відомий шанувальник музики, яку сам складав, мав гарний голос, в тісному колі друзів та родичів часто виконував пісні мовами фарсі, кашмірі й санскритом. При його дворі мешкало 1200 музик. Сприяв перекладам перських творів мовою санскрит.
За його панування посилилася будівельна активність. Зведено палаци в Дідамарі і Сопурі, ханака на честь батька султана в Срінагарі, міст на честь матері в Шахабаддінпурі. Після великої пожежі 1479 року у Сринагарі відновив мечеті Ханда-і-Муалла й Джамі Масджид. Його дружини і сановники слідуючи за султаном також активно надавали кошти на зведення мечетей, медресе і ханак. Разом з тим не забороняв зведення індуїстських і буддійських храмів.